# دلتا سکستان
دلتا سکستان یک ستاره است که در صورت فلکی سکستان قرار دارد.